# Romantica/Dimmelo con un fiore
Romantica/Dimmelo con un fiore è un singolo dell'attore italiano Renato Rascel, pubblicato nel 1960.

## Descrizione
Romantica è composta da Renato Rascel (musica) e Dino Verde (testo), vincitore del Festival di Sanremo 1960.
Sempre nel 1960 Willy Alberti ne registra una cover per l'album "Tien jaar wereldsuccessen", nell'incisione l'orchestra è diretta da Jack Bulterman.
Dimmelo con un fiore è scritta anch'essa da Renato Rascel e Dino Verde ed era stata già incisa nel 1959 come retro del singolo Dracula cha cha. Nell'incisione l'orchestra è diretta da Armando Trovajoli.

## Tracce
1. Romantica (Renato Rascel, Dino Verde)
2. Dimmelo con un fiore (Renato Rascel, Dino Verde)

## Crediti
- Renato Rascel - voce
- Coro di Franco Potenza - coro
- Quartetto Due+Due - voci
- Marcello De Martino - direzione d'orchestra